# Красный Камешок
Красный Камешок — посёлок в Сузунском районе Новосибирской области России. Входит в состав Бобровского сельсовета.

## География
Площадь посёлка — 37 гектаров.

## Население
| 2002 | 2007 | 2010 |
| ---- | ---- | ---- |
| 232  | ↘192 | ↗195 |

## Инфраструктура
В посёлке по данным на 2007 год функционирует 1 учреждение здравоохранения.